# Rudolph Herman Christiaan Carel Scheffer
Rudolph Herman Christiaan Carel Scheffer (Spaarndam, 1844-Sindanglaja, 1880) fue un botánico neerlandés.
Efectuó sus estudios en la Universidad de Utrecht, siguiendo los cursos de Friedrich Anton Wilhelm Miquel (1811-1871). Luego de su doctorado en 1867, parte a la isla de Java y se unirá al Jardín Botánico de Buitenzorg al año siguiente. En 1876 funda una Escuela de Agricultura y el Jardín de montaña de Tjibodas. También fue fundador de la revista Annales du Jardin botanique de Buitenzorg.
Falleció prematuramente, probablemente a consecuencia de una enfermedad infecciosa desconocida para su época.

## Algunas publicaciones
- De myrsinaceis archipelagi Indici ... Ed. G. G. Brugman, 117 pp. 1867

- Observationes Phytografica. 1868

- Het Geslacht Diplanthera Banks et Sol. 6 pp. 1870

- Sur quelques Palmiers du groupe des Arécimées. 1871

- Annales du jardin botanique de Buitenzorg. 1876

## Honores

### Eponimia
- (Arecaceae) Ptychosperma schefferii Becc. ex Martelli[1]
- La abreviatura «Scheff.» se emplea para indicar a Rudolph Herman Christiaan Carel Scheffer como autoridad en la descripción y clasificación científica de los vegetales.[2]